# Rail Simulator
Rail Simulator (Kuju Rail Simulator) è un videogioco pubblicato nel Regno Unito dalla Electronic Arts (EA). È stato progettato dalla Kuju Entertainment, la compagnia che aveva già sviluppato Microsoft Train Simulator (MSTS) assieme alla Microsoft. Dopo l'uscita della versione inglese (UK), il supporto e gli ulteriori sviluppi del titolo sono stati presi in mano dalla Rail Simulator Developments Ltd, che ha continuato a fornire aggiornamenti, correzioni, espansioni ufficiali e contenuti nuovi per i fan. L'azienda ha inoltre prodotto e distribuito in largo anticipo anche un secondo titolo di Rail Simulator; entrambi sono disponibili su DVD-ROM e online.

## Caratteristiche
Si possono comandare treni a vapore, diesel e a trazione elettrica; l'accelerazione può essere governata con il mouse o la tastiera; i freni, gli interruttori e tutta la serie di comandi ausiliari tipici dei treni moderni possono essere configurati secondo il livello di difficoltà che si vuole affrontare: sono disponibili tre modalità di guida diverse, in ordine di esperienza richiesta. Si possono esplorare molteplici scenari, nelle quali al giocatore saranno affidate delle "missioni" da portare a termine, rispettando sempre le norme ferroviarie; infine vi è anche una modalità di simulazione libera. I vagoni dei treni merci e gli interni di quelli passeggeri sono animati e possiedono un numero elevatissimo di dettagli; la meteorologia può cambiare in modo dinamico col tempo. Fra le varie critiche sollevate al Rail Simulator, si riscontra soprattutto il fatto che la documentazione è insufficiente per un giocatore alle prime armi che non abbia mai avuto a che fare con simulatori di treni.

### Strumenti editor
Una cosa che rende più apprezzabile Rail Simulator è il fatto che esso implementi anche una potente suite di programmi per l'editor. Il giocatore potrà quindi progettare e disegnare da solo i contenuti del simulatore. Le mappe possono essere modellate liberamente con strumenti avanzati appositi, oppure importando dati DEM dalla NASA. La costruzione dei tracciati è basata su un sistema di archi, che permettono una libertà di collegamento massima fra i vari binari. Si può creare da zero qualsiasi tipo di missione, sia per carico - scarico dei passeggeri, sia per il trasporto di merci.